# Sunny Side Up (album)
Sunny Side Up is het tweede album van de Schotse singer-songwriter Paolo Nutini.
Naast het schrijven van het album, die een compleet andere insteek heeft in vergelijking met zijn debuutalbum These Streets, nam Nutini ook de productie grotendeels voor zijn rekening. De muziek werd opgenomen in verschillende studio's in Ierland, Los Angeles en New York. Een van deze studio's was de Real World-studio, die eigendom van Peter Gabriel is.
De zang van Paolo Nutini werd ondersteund door de band The Vipers, waarmee Nutini ook optreedt. Voor de eindmix van het album riep Paolo Nutini de hulp in van producer Ethan Johns.

## Composities
| 1.                 | Ten Out of Ten        | 2:56 |
| 2.                 | Coming Up Easy        | 4:18 |
| 3.                 | Growing Up Beside You | 3:23 |
| 4.                 | Candy                 | 4:58 |
| 5.                 | Tricks of the Trade   | 2:32 |
| 6.                 | Pencil Full of Lead   | 2:26 |
| 7.                 | No Other Way          | 4:25 |
| 8.                 | High Hopes            | 2:57 |
| 9.                 | Chamber Music         | 2:27 |
| 10.                | Simple Things         | 2:33 |
| 11.                | Worried Man           | 3:01 |
| 12.                | Keep Rolling          | 2:36 |
| Totale duur: 38:48 |                       |      |

| Nr. | Titel             | Duur |
| --- | ----------------- | ---- |
| 13. | Smokey Joe's Cafe | 2:43 |
| 14. | Funky Cigarette   | 2:29 |

## Bezetting

### Muzikaal personeel
- Andy Caine - achtergrondzang
- Lance Ellington - achtergrondzang
- Simon Farrell - basgitaar
- Gavin Fitzjohn - trompet, saxofoon, koper
- Derek Green - achtergrondzang
- Ethan Johns - basgitaar, Dobro, mandoline, percussie, celeste, Hammondorgel, ukulele, producer, mellotron, mandocello, omnichord, mixing, tic tac, optigan
- Fiona Leggat - altviool
- Michael McDaid - basgitaar, achtergrondzang, Wurlitzer
- Brendan Moon - gitaar
- Dave Nelson & the King's Men - akoestische gitaar, percussie, achtergrondzang
- Paolo Nutini - akoestische gitaar, gitaar, percussie, piano, drums, zang, achtergrondzang, producer
- James Poyser - piano
- Emma Wallace - cello
- Ricci P. Washington - achtergrondzang

### Overig personeel
- Dani Castelar - engineer, mixing
- Dominic Monks - engineer
- Beverley Skeete - vocaal arrangement
- Marq Spusta - albumhoes
- Andy Strange- (gitaar-)engineer
- Kevin Westenberg - fotografie

## Hitnotering
| "Sunny Side Up" in de Nederlandse Album Top 100 - binnen: 06-06-2009 | "Sunny Side Up" in de Nederlandse Album Top 100 - binnen: 06-06-2009 | "Sunny Side Up" in de Nederlandse Album Top 100 - binnen: 06-06-2009 | "Sunny Side Up" in de Nederlandse Album Top 100 - binnen: 06-06-2009 | "Sunny Side Up" in de Nederlandse Album Top 100 - binnen: 06-06-2009 | "Sunny Side Up" in de Nederlandse Album Top 100 - binnen: 06-06-2009 | "Sunny Side Up" in de Nederlandse Album Top 100 - binnen: 06-06-2009 | "Sunny Side Up" in de Nederlandse Album Top 100 - binnen: 06-06-2009 | "Sunny Side Up" in de Nederlandse Album Top 100 - binnen: 06-06-2009 | "Sunny Side Up" in de Nederlandse Album Top 100 - binnen: 06-06-2009 | "Sunny Side Up" in de Nederlandse Album Top 100 - binnen: 06-06-2009 | "Sunny Side Up" in de Nederlandse Album Top 100 - binnen: 06-06-2009 | "Sunny Side Up" in de Nederlandse Album Top 100 - binnen: 06-06-2009 | "Sunny Side Up" in de Nederlandse Album Top 100 - binnen: 06-06-2009 | "Sunny Side Up" in de Nederlandse Album Top 100 - binnen: 06-06-2009 | "Sunny Side Up" in de Nederlandse Album Top 100 - binnen: 06-06-2009 | "Sunny Side Up" in de Nederlandse Album Top 100 - binnen: 06-06-2009 | "Sunny Side Up" in de Nederlandse Album Top 100 - binnen: 06-06-2009 | "Sunny Side Up" in de Nederlandse Album Top 100 - binnen: 06-06-2009 | "Sunny Side Up" in de Nederlandse Album Top 100 - binnen: 06-06-2009 | "Sunny Side Up" in de Nederlandse Album Top 100 - binnen: 06-06-2009 |
| Week                                                                 | 01                                                                   | 02                                                                   | 03                                                                   | 04                                                                   | 05                                                                   | 06                                                                   | 07                                                                   | 08                                                                   | 09                                                                   | 10                                                                   | 11                                                                   | 12                                                                   | 13                                                                   | 14                                                                   | 15                                                                   | 16                                                                   |                                                                      | 17                                                                   | 18                                                                   |                                                                      |
| -------------------------------------------------------------------- | -------------------------------------------------------------------- | -------------------------------------------------------------------- | -------------------------------------------------------------------- | -------------------------------------------------------------------- | -------------------------------------------------------------------- | -------------------------------------------------------------------- | -------------------------------------------------------------------- | -------------------------------------------------------------------- | -------------------------------------------------------------------- | -------------------------------------------------------------------- | -------------------------------------------------------------------- | -------------------------------------------------------------------- | -------------------------------------------------------------------- | -------------------------------------------------------------------- | -------------------------------------------------------------------- | -------------------------------------------------------------------- | -------------------------------------------------------------------- | -------------------------------------------------------------------- | -------------------------------------------------------------------- | -------------------------------------------------------------------- |
| Nummer                                                               | 18                                                                   | 35                                                                   | 44                                                                   | 54                                                                   | 52                                                                   | 59                                                                   | 78                                                                   | 67                                                                   | 69                                                                   | 69                                                                   | 56                                                                   | 53                                                                   | 32                                                                   | 46                                                                   | 68                                                                   | 80                                                                   | uit                                                                  | 93                                                                   | 92                                                                   | uit                                                                  |